# Sultone
Les sultones sont des molécules comportant un ester cyclique d'acide sulfonique (ester sulfonique, R-S(=O)2-O-R', cyclique), la dimension du cycle étant variable (en général de 3 à 7 atomes, les sultones les plus courantes ayant 4 ou 7 atomes, plus rarement 5).
Elles sont considérées comme des analogues soufrés des lactones, et leur nom provient de cette analogie : sulfo-lactone =sultone.

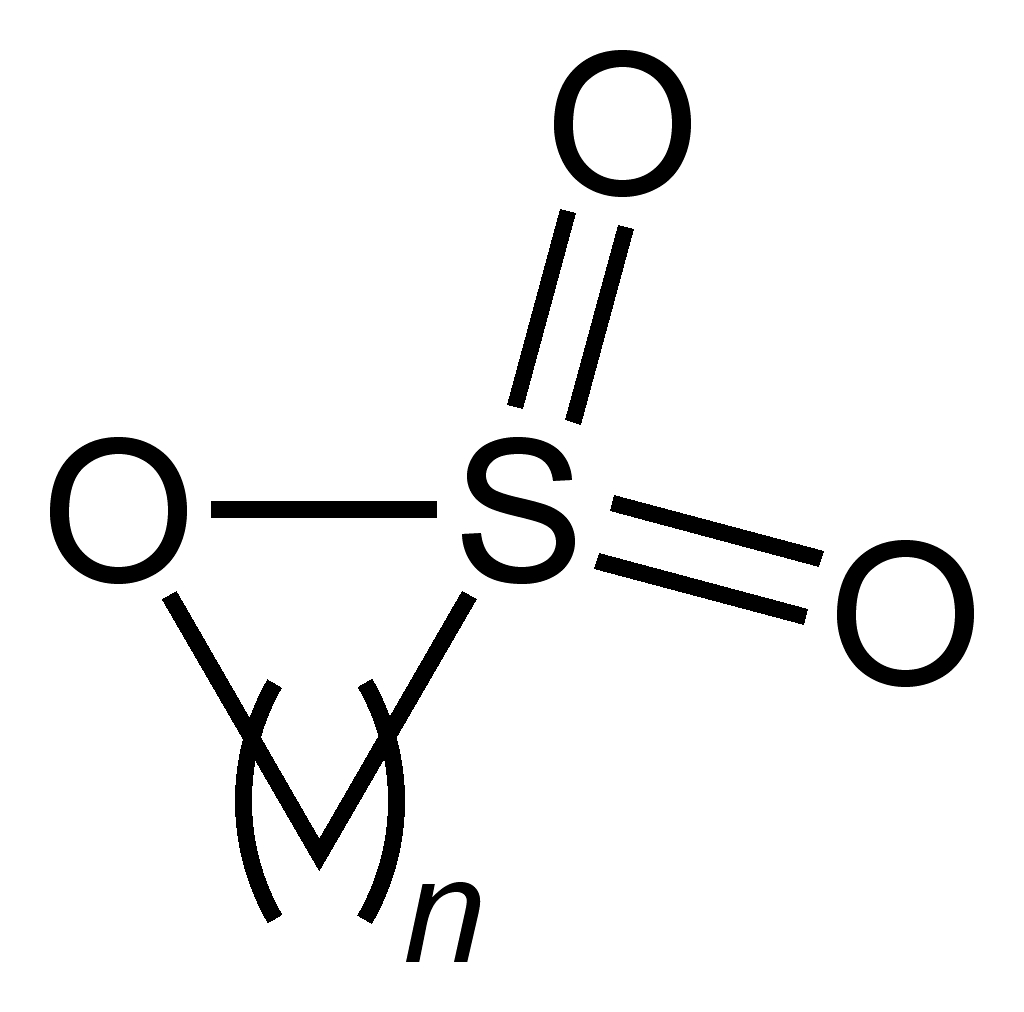
propio-1,3-sultone
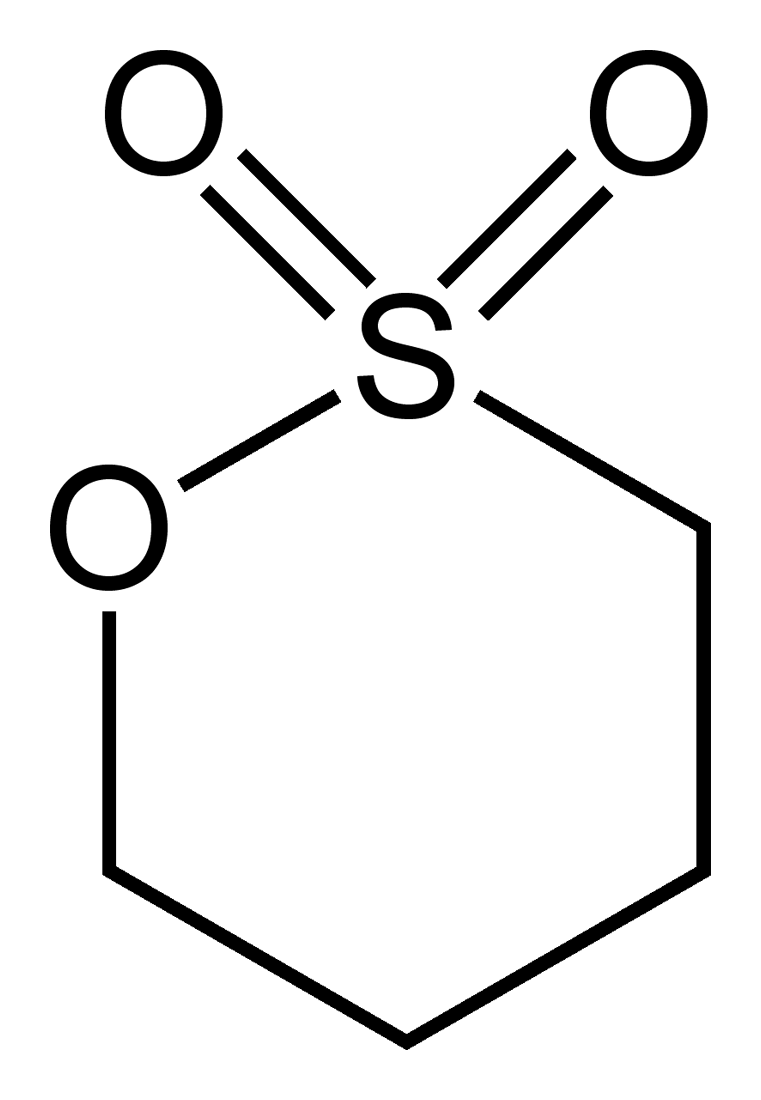
butano-1,4-sultone

## Propriétés
Les sultones sont souvent des intermédiaires réactionnels à vie courte, utilisés comme puissant agents alkylants ; en particulier la propio-1,3-sultone et ses dérivés.
En présence d'eau, elles s'hydrolysent lentement en leur acide hydrosulfonique. Chauffées, les sultones se décomposent et produisent des émanations toxiques et nauséabondes de dioxyde de soufre,.
Les oximes de sultones sont des intermédiaires clés dans la synthèse du zonisamide, un médicament anti-convulsif.
Les sultones sont classées comme toxiques, cancérigènes, mutagènes, et tératogéniques,,.